# Abacus (rekentuig)

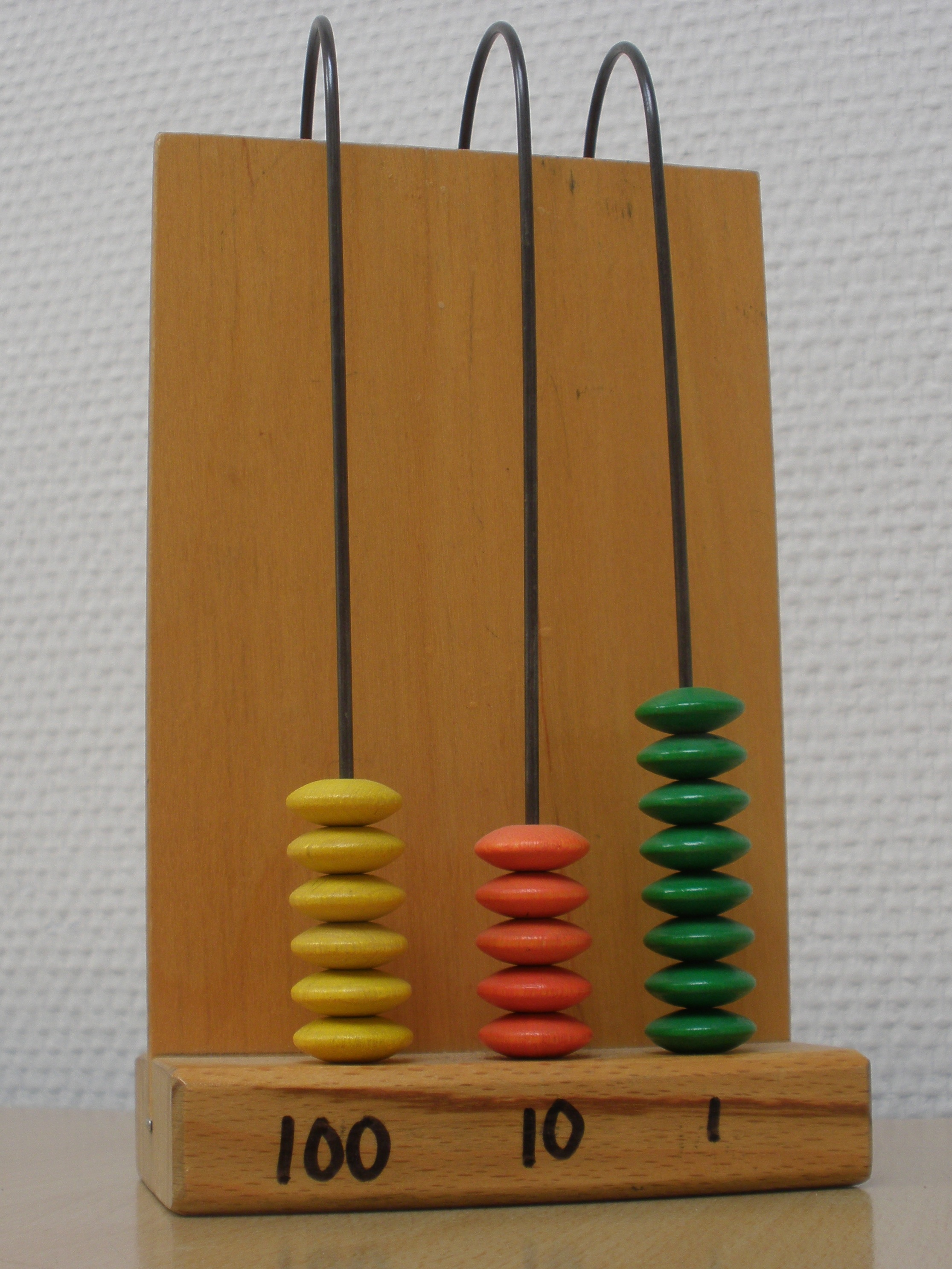
Abacus waarop het getal 658 is gezet

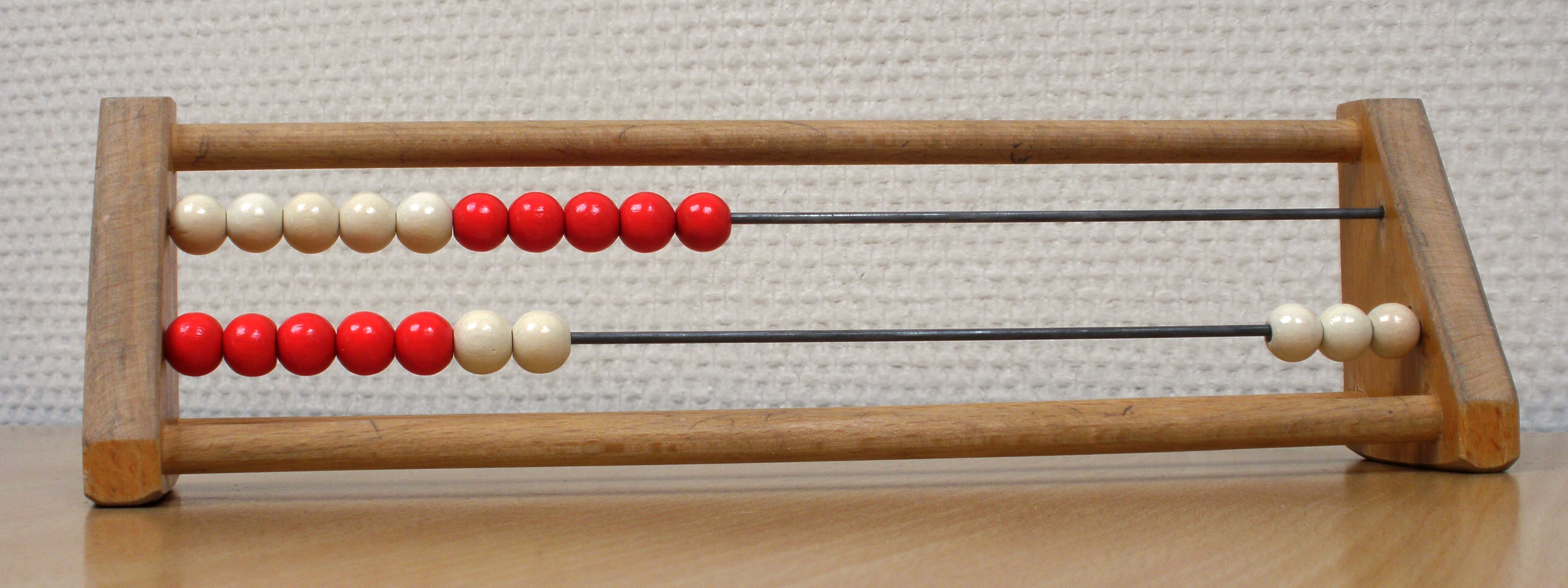
Rekenrek waarop het getal 17 is gezet

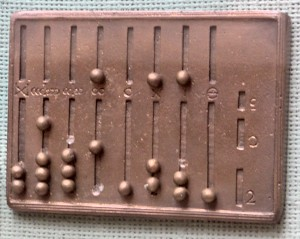
Reconstructie van een Romeins telraam

Een abacus (meervoud: abaci), ofwel telraam en rekenrek genoemd, is een mechanisme met kralen die afhankelijk van het type abacus, heen en weer geschoven kunnen worden in horizontale of verticale richting, om sommen en andere wiskundige berekeningen mee uit te voeren. Het oudst bekende hulpmiddel om te tellen, het telbord, is de voorloper van het telraam dat zelf voorloper is van de rekenmachine en de computer. In de westerse wereld wordt de abacus tegenwoordig hoofdzakelijk gebruikt als didactisch hulpmiddel bij het leren rekenen. Met name in het Verre Oosten wordt hij nog wel gebruikt in winkels en dergelijke.

## Alle kralen representeren dezelfde eenheid
Men spreekt van een telraam als de kralen altijd staan voor eenheden. Een telraam heeft horizontale staven. Soms zijn de kralen per 5 of 10 voorzien van dezelfde kleur om zodoende een structuur zichtbaar te maken voor de leerlingen. In het onderwijs wordt een telraam vaak rekenrek genoemd.

## Kralen representeren een macht van 10, afhankelijk van de rij
Met een abacus kunnen bewerkingen met grote getallen worden uitgerekend. De kralen om de verschillende verticale staven representeren honderdtallen, tientallen of eenheden. Ook kunnen er kralen zijn die vijf maal zoveel representeren. Er zijn zo steeds 9 kralen per rij nodig, resp. 1 en 4. De aantallen kunnen ook steeds één meer zijn, zodat sommige tussenresultaten op twee manieren gerepresenteerd kunnen worden.
In het onderwijs wordt hiermee het principe van lenen en inwisselen bij het cijferen concreet en visueel gemaakt. Het is een soort telraam dat de Romeinen vaak gebruikten op school.

## Geschiedenis
Het Romeinse telraam had 1 kraal boven en 4 onder de middenbalk. Ook het Japanse telraam (soroban) heeft een dergelijke configuratie.
Optellen, aftrekken, vermenigvuldigen, delen en worteltrekken zijn door gemechaniseerde algoritmen mogelijk, waarbij soms tussenuitkomsten op een ander deel van de abacus worden onthouden. Bedreven abacusrekenaars kunnen veel berekeningen sneller uitvoeren dan personen die gebruikmaken van een zakrekenmachine.
In Tibet werd sinds de Yarlung-dynastie (7e-9e eeuw) tot 1959 een abacus met losse stenen gebruikt voor het innen van belastingen door enerzijds de regering van historisch Tibet en anderzijds de grote Tibetaanse kloosterorganisaties. Als rekenstenen werden hele en halve abrikozenpitten, zwarte en witte stenen, porseleinscherven, bonen en stokjes gebruikt.